# Руско-византийска война (1024)
Предпоследната Руско-византийска война, както е документирана от средновековните византийски източници, се състои през 1024 година.
Първоначално някой си Хризохир, който бил сродник на покойния киевски княз Владимир I, и флотът му от 800 души се явили в Константинопол с желанието да бъдат зачислени като наемници във варяжката гвардия на Василий II, но градските власти поискали от тях да се разоръжат, за да бъдат допуснати в града. Варягите отказали и отплавали с корабите си през Пропонтида. След като достигнали Абидос, те лесно разбили силите на местния управител и опустошили крайбрежието. След това преминали в Егейско море и акостирали на Лемнос, където били примамени с обещания за мир. Там силите на Никифор Кавасила, Давид Охридски и флотът от тема Кивиреот нападнали варягите и ги изклали.
Конфликтът не е документиран в киевските източници, а мотивацията е неясна.